# ドリス・ハート
ドリス・ハート（Doris Hart, 1925年6月20日 - 2015年5月29日）は、アメリカ・ミズーリ州セントルイス出身の女子テニス選手。第2次世界大戦の終戦直後の時代に活躍し、1940年代後半から1950年代前半にかけて、テニス4大大会の女子シングルス・女子ダブルス・混合ダブルスの3部門すべてに「キャリア・グランドスラム」を達成した名選手である。女子シングルスで総計6勝、女子ダブルスで総計14勝、混合ダブルスで総計15勝を挙げ、生涯で「35」のグランドスラム・タイトルを獲得した。幼少期に患った足の病気をものともせず、頭脳的で安定したオールラウンド・プレーヤーとして一世代をリードした。フルネームは Doris Jane Hart （ドリス・ジェーン・ハート）という。

## 来歴
ドリス・ハートは幼少時代に深刻な膝の感染症を患い、「このままでは身体障害者になるおそれがある」と診断されたことから、治療のために6歳からテニスを始めた。当時の医学上の診断では、彼女の病気は「小児麻痺」と言われた。（後に、この診断は誤りであると分かった。）病気の影響のため、彼女の足は“弓のように曲がり、動きがおぼつかなく見える”外見になったが、それにもめげず回復してテニス選手になることができた。早くも第2次世界大戦中の1942年、ハートは17歳で全米選手権の女子ダブルス決勝に初進出を果たす。当時の全米選手権では、マーガレット・オズボーンとルイーズ・ブラフ組が1942年から1950年まで女子ダブルス部門に「9連覇」中で、その期間中にハートは7度の女子ダブルス準優勝の壁にぶつかった。
1947年にウィンブルドン選手権の女子ダブルスで、パトリシア・トッドと組んで初優勝を飾り、ここからハートの4大大会生涯「35勝」の記録が始まった。続いて、同じトッドとのペアで1948年の全仏選手権女子ダブルスに優勝する。1949年の全豪選手権で、ハートは女子シングルスにも初優勝を飾り、地元オーストラリアのベテラン選手ナンシー・ウィン・ボルトンを破って優勝した。全豪選手権には1949年と1950年の2度しか出場しなかったが、女子シングルス優勝1949年・女子ダブルス優勝1950年・混合ダブルス2年連続優勝の記録を残している。1950年には全仏選手権の女子シングルス優勝があった。
長い間立ちはだかった大きな壁を乗り越えて、ドリス・ハートのテニス経歴が大きく開花したのは1951年に入ってからである。この年、彼女はウィンブルドン選手権の女子シングルス決勝戦でダブルス・パートナーのシャーリー・フライを 6-1, 6-0 で圧倒した。相手にわずか1ゲームしか与えず、試合時間は35分で終了した。ウィンブルドン選手権の女子シングルスでは1947年と1948年に2年連続準優勝があったため、ハートにとっては“3度目の正直”の優勝だった。この年から、ハートはウィンブルドン選手権の混合ダブルス5連覇（1951年-1955年）、全米選手権の女子ダブルス4連覇（1951年-1954年）、全米選手権の混合ダブルス5連覇（1951年-1955年）を記録し、ダブルスでも黄金期を迎えた。シングルスでは、1953年にモーリーン・コノリーが女子テニス史上初の「年間グランドスラム」を達成したが、ハートやフライたちはコノリーのライバルであった。
混合ダブルスでは、ハートと息を合わせたパートナーはフランク・セッジマン（オーストラリア）とビック・セイシャス（アメリカ）の2人であった。セッジマンとは1949年から1952年までコンビを組み続けたが、1952年末にセッジマンが「プロテニス選手」に転向する。その後はセイシャスと組み、この2人と一緒にハートはウィンブルドン選手権・全米選手権の混合ダブルス5連覇（1951年-1955年）を成立させた。
ドリス・ハートにとって、最後の壁は全米選手権女子シングルスのタイトルであった。ここでも彼女は何度も苦杯をなめ、1949年と1950年、1952年と1953年に4度の準優勝に甘んじていた。とりわけ、1952年と1953年の決勝では2年連続でモーリーン・コノリーに敗れ、1953年全米選手権の決勝では 2-6, 4-6 で敗れたハートが、コノリーによる女子テニス史上初の「年間グランドスラム」を目撃した。ところが、1954年のウィンブルドン選手権優勝で4大大会女子シングルス通算「9勝」を記録したコノリーが、全米選手権の開幕直前に落馬事故で選手生命を絶たれてしまう。コノリーの事故の後、ハートは1954年の全米選手権で女子シングルス初優勝を果たし、長年の壁だったルイーズ・ブラフを 6-8, 6-1, 8-6 で破り、最後の難関を乗り越えた。これで、ハートはテニス4大大会の3部門すべてに「キャリア・グランドスラム」を完成させた。これをテニス界では「ボックス・セット」（Boxed Set）と呼ぶ。ハートの優勝記録は1955年にすべて幕を閉じたが、これで1947年から積み上げてきたタイトルの数は総計「35勝」となった。幼少期の難病と多くの先輩選手たちの厚い壁を乗り越えたドリス・ハートは、1969年に国際テニス殿堂入りを果たしている。
引退後、1993年に勁部を傷めるまでは28年間ティーチングプロを務めたが、2010年頃になると視力が落ちてほとんど周りが見えなくなってしまっていた。2015年5月29日にフロリダ州の自宅で死去。89歳没。

## 4大大会優勝
- 全豪選手権　女子シングルス：1勝（1949年）／女子ダブルス：1勝（1950年）／混合ダブルス：2勝（1949年＆1950年）
- 全仏選手権　女子シングルス：2勝（1950年・1952年）／女子ダブルス：5勝（1948年・1950年-1953年）／混合ダブルス：3勝（1951年-1953年）
- ウィンブルドン選手権　女子シングルス：1勝（1951年）／女子ダブルス：4勝（1947年・1951年-1953年）／混合ダブルス：5勝（1951年-1955年）
- 全米選手権　女子シングルス：2勝（1954年＆1955年）／女子ダブルス：4勝（1951年-1954年）／混合ダブルス：5勝（1951年-1955年）